# Caladenia phaeoclavia
Caladenia phaeoclavia är en orkidéart som beskrevs av David Lloyd Jones. Caladenia phaeoclavia ingår i släktet Caladenia och familjen orkidéer.
Artens utbredningsområde är New South Wales. Inga underarter finns listade i Catalogue of Life.